# Allgemeine Dienstvorschriften (Bundesheer)
Die Allgemeine Dienstvorschriften (Abkürzung: ADV, Volltitel: Allgemeine Dienstvorschriften für das Bundesheer; oft nur im Singular als Allgemeine Dienstvorschrift bezeichnet) ist ein in Form einer Verordnung erlassenes Regelwerk, das zahlreiche Verhaltensregeln und Abläufe für Soldaten des österreichischen Bundesheers enthält.

## Zuständigkeit & Geltungsbereich
Für die Verordnung zuständig ist nach § 7 Abs. 3 Wehrgesetz 2001 die österreichische Bundesregierung, wobei es der Zustimmung des Hauptausschusses des Nationalrates zur Verordnung bedarf. Dies ist insofern ungewöhnlich, da Verordnungen allgemeine und nur von Organen der Verwaltung (hier die Bundesregierung) gesetzte Rechtsnormen sind, die zwar nur auf Basis eines Bundesgesetzes erlassen werden dürfen, jedoch nicht der nochmaligen Zustimmungen eines Organs der Gesetzgebung (hier Hauptausschuss des Nationalrates) bedürfen.
Die ADV gelten nach § 1 ADV grundsätzlich für alle Soldaten. Für Soldaten, die dem Bundesheer auf Grund eines Dienstverhältnisses angehören, gelten Bestimmungen der ADV nur in Fällen, in denen andere dienstrechtlichen Vorschriften nichts anderes bestimmen. Als „Soldat“ zählt laut den Begriffsbestimmungen in § 2 Z 1 ADV „jeder Angehörige des Präsenzstandes des Bundesheeres“.

## Bestimmungen
Die ADV enthalten in 35 Paragraphen 34 Bestimmungen (§ 25 entfällt). Die Bestimmungen regeln unter anderem die allgemeinen Pflichten des Soldaten und des Vorgesetzten, die Befehlsgebung, den militärischen Gruß, Meldungen, die Äußerung von Wünschen und Beschwerden, das Verhalten bei Erkrankungen und Verletzungen, den Dienst im Garnisonsort und in Kasernen, den Dienst vom Tag (z. B. Bereitschafts- und Wachdienst) oder die Zeitordnung.

### Änderungen im Laufe der Zeit
Im Laufe der Zeit wurden die Bestimmungen der ADV immer wieder an aktuelle gesellschaftliche Änderungen angepasst oder Paragraphen entfernt. Die ADV wurden im Bundesgesetzblatt (BGBl) II Nr. 7/1998, II Nr. 134/2001, II Nr. 362/2014, II Nr. 422/2019 und II Nr. 73/2024 verändert.
BGBl. II Nr. 7/1998
Mit der Änderung des Wehrgesetzes 1990 (BGBl. I Nr. 30/1998) wurde 1998 auch Frauen der Dienst im Präsenzstand ermöglicht. Die Änderung der ADV 1998 spiegelte diese Gesetzesänderung mit einer geschlechtsneutralen Anpassung mancher Bestimmungen und dem Hinzufügen des § 2a („Sprachliche Gleichbehandlung“) wider.
BGBl. II Nr. 134/2001
Entfall des § 25 (Inhalt: Kontrollbestimmungen für den Posten der Wache) sowie kleinere Änderungen im Wachdienst. Hinzufügung des Inhaltsverzeichnisses und geringfügige Änderungen im Bereich des Beschwerderechtes.
BGBl. II Nr. 362/2014 & BGBl. II Nr. 422/2019
Kleinere Änderungen und Namensanpassungen von militärischen Einheiten (Militärstreife wird zu Militärpolizei).
BGBl. II Nr. 73/2024
Erweiterung der Regelung zur Überprüfung der Dienstfähigkeit in § 10 Abs. 2. Die Beurteilung der Dienstfähigkeit kann jetzt entfallen, wenn Soldaten nur kurzzeitig („bis zu drei Wochen“) oder nur für Tätigkeiten mit „keiner erhöhten körperlichen Inanspruchnahme oder Gefahrengeneigtheit“ herangezogen werden.